# Peter Hutsch
Peter Hutsch (* 1. August 1935 in Oberglogau; † 25. Juni 2005 in Passau) war ein deutscher Journalist und Schriftsteller. Als Redakteur einer Regionalzeitung war er vor allem Theater- und Literaturkritiker.

## Leben und Wirken
Nach 1945 kam Peter Hutsch, wohl im Zuge der Vertreibung, nach Lalling im Bayerischen Wald, ab 12. September 1951 war er in Nürnberg gemeldet. Nach dem Studium der Germanistik und dem 2. Staatsexamen zum Lehramt unterrichtete Peter Hutsch wenige Jahre an einer Privatschule, vermutlich in Rothenburg ob der Tauber, wo er am 16. November 1962 die Arzttochter Heidemarie Stix aus Nürnberg heiratete. Ab 1. April 1965 war er in Passau gemeldet, nun bereits mit dem Beruf Redakteur.
Von 1964 bis 1990 war er in der Stadtredaktion Passau der Passauer Neuen Presse im Ressort Feuilleton beschäftigt. Seine Theaterkritiken, vor allem des Programms des kommunalen Südostbayerischen Städtetheaters, und seine Literaturbesprechungen waren meinungsbildend. Hutsch hat seine journalistischen Beiträge mit dem Kürzel „hu“ paraphiert.

## Werke
- Walther von der Vogelweide: Minnesang und Spruchdichtung. Minne, maze, milte. Nachdichtung von Peter Hutsch, Passau (Passavia) 1978
- Dieter Stauber (mit einem Portrait des Malers von Peter Hutsch, S. 3–8): An die Weiblichkeit, Hauzenberg (Edition Toni Pongratz) o. J. (1985), ISBN 978-3-923313-85-3